# 腾蛟泉

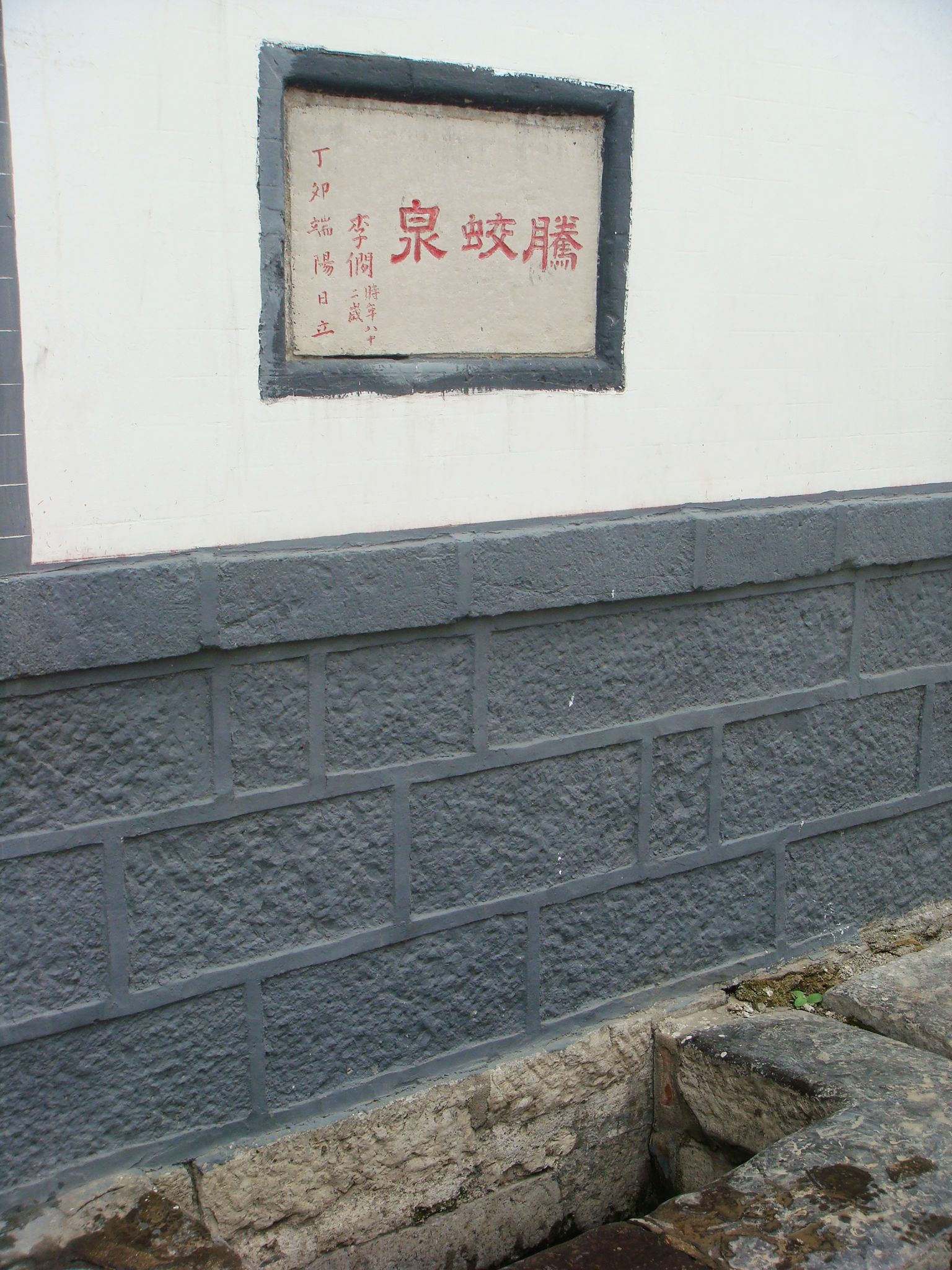
腾蛟泉泉池

腾蛟泉位于中国山东省济南市历下区王府池子街与起凤桥街相接的丁字路口东南侧，泉名得自于其西侧的“腾蛟起凤”石坊（今已不存）。该泉为清代郝植恭《七十二泉记》所著录的济南七十二名泉之一，亦列入2004年4月评选的新七十二名泉中，隶属珍珠泉泉群。
该泉泉池池岸以青石所砌，呈长方形，长1米，宽0.5米，深1.5米，泉水清甜，盛水期水面离石板路面不足半米，躬身可及，附近居民常在此汲水洗衣洗菜。泉池东侧民居山墙上嵌有清代举人李僴所题写的隶书名刻。